# Maďarský antiLGBT+ zákon
Novely zákona o ochraně dětí a rodiny, zákona o reklamě, médiích a školského zákona, v českém mediálním prostředí známé pod společným názvem maďarský antiLGBT+ zákon (anglicky: Hungary anti-LGBT law), jsou součástí rozsáhlých legislativních změn přijatých maďarským parlamentem dne 15. června 2021, a to v poměru hlasů 157:1. Maďarské opoziční strany (kromě strany Jobbik, jejíž poslanci hlasovali pro návrh), lidskoprávní organizace, EU a Spojené státy je považují za diskriminační a zneužitelné k perzekuci LGBT komunity. Ve vztahu k maďarskému zákonu zaujala většina zemí střední a východní Evropy neutrální postoj na rozdíl od Polska, které jej přímo podpořilo.

## Reakce

Postoj zemí EU k maďarskému anti-LGBT zákonu:
Připojily se k deklaraci EU
Nepřipojily se k deklaraci EU
Nepřipojily se z důvodu politiky neutrality
Třetí země

Jako první se proti maďarskému anti-LGBT zákonu ohradily země Beneluxu, tedy Nizozemsko, Belgie a Lucembursko, které učinily společné prohlášení, k němuž se pak následně připojilo 14 členských zemí. V dokumentu je jasně uveden distanc od této právní úpravy, které je slovy jeho signatářů porušením Listiny základních práv EU. Ti pak následně také zurgovali Evropskou komisi k aplikaci veškerých možných mechanismů vymáhání práva EU, včetně dání podnětu k Soudnímu dvoru Evropské unie. Itálie, Rakousko, Řecko a Kypr se připojily až poté, co Maďarsko nedokázalo uspokojivě vysvětlit zamýšlený veřejný zájem přijatých anti-LGBT zákonů. Maďarský ministr zahraničí Péter Szijjártó se nechal slyšet, že veškeré negativní reakce vůči nově přijaté právní úpravě nemají opodstatnění, a že by si jí její odpůrci měli raději přečíst v plném rozsahu.
Předsedkyně Evropské komise Ursula von der Leyenová vyjádřila nad vývojem v Maďarsku znepokojení a na svém twitterovém účtu uvedla: "Věřím v Evropu založenou na diverzitě, v níž nikdo nic před dětmi neskrývá, a v níž nedochází k žádné diskriminaci jiných sexuálních orientací." Dále také dodala, že je maďarský zákon "ostudný".
Velvyslanectví USA v Budapešti se k maďarskému anti-LGBT zákonu rovněž vyjádřilo negativně se slovy, že Spojené státy věří, že by vlády národních států měly svou politiku zakládat na podpoře svobody projevu a ochraně lidských práv, a to včetně členů LGBTQI+ komunity.
Generální tajemník OSN António Guterres se k situaci v Maďarsku vyjádřil takto: "Diskriminace je za všech okolností nepřijatelná, a to včetně té mířené proti LGBTIQ+ minoritě, která v moderních společnostech nemá obdoby."
25. června 2021 se v reakci na přijetí kontroverzní maďarské legislativy konal summit lídrů členských zemí EU. Nizozemský premiér Mark Rutte sdělil svému maďarskému protějšku Viktoru Orbánovi toto: "Nelíbí-li se ti naše hodnoty, máš ještě pořád jednu možnost, a to vystoupit z Evropské unie.
Zcela opačný názor ale vyjádřil například polský velvyslanec v Berlíně Andrzej Przylebski, podle něhož maďarský parlament pouze chrání školou povinné děti před pro ně vzhledem k jejich nízkému věku složitými tématy, mezi něž patří i menšinové sexuální orientace. "To nemá s netolerancí, natož s perzekucí homosexuálů, nic společného," dodal Przylebski."